# 永田丕
永田 丕（ながた はじめ、1921年 -2012年9月3日 ）は日本の医師、医学者、医学博士。北信総合病院第4代院長（昭和41年4月 - 昭和61年3月）。現在は同院の名誉院長。
府立高等学校を経て、東京大学医学部を卒業する。長野県厚生農業協同組合連合会北信総合病院に外科医として赴任し、農村医療に従事した。1966年から1986年まで院長を務めた。退職後にパリ・ソルボンヌ大学（フランス文明講座）へ留学し、併せて国際音楽療法センターで音楽療法の研修を受けた。帰国後に北信総合病院精神科等で音楽療法を実践し、独自の理念にもとづいた「声による能動的精神音楽技法」などによる音楽療法の普及に貢献した。
また、府立高等学校在学時に学生歌「青春という」の作曲をしている。

## 著書
- 『フランス音楽療法』（翻訳、ジャック・ジョスト著、リブロポート、1994年）
- 『音楽療法と精神音楽技法』（翻訳、ジャック・ジョスト著、春秋社、2001年）

### 論文
- 国立情報学研究所収録論文 国立情報学研究所.2010-05-09閲覧。